# جزيرة نونوكان
جزيرة نونوكان وهي جزيرة من جزر إندونيسيا، وتقع في إقليم كالمنتان الشمالية في إندونيسيا.